# World Championship Tennis Finals 1986
World Championship Tennis Finals 1986, oficiálně se jménem sponzora Buick WCT Finals 1986, byl šestnáctý ročník tenisového turnaje WCT Finals, pořádaný jako jedna z pěti událostí World Championship Tennis hraných v rámci okruhu Grand Prix. Probíhal mezi 7. až 14. dubnem na koberci dallaské haly Reunion Arena.
Na turnaj s rozpočtem 500 000 dolarů se počtvrté a naposledy kvalifikovalo dvanáct nejlepších tenistů z předchozích akcí World Championship Tennis. Obhájce Ivan Lendl na událostech WCT danou sezónu nestartoval. Překvapivým vítězem se stal švédský hráč Anders Järryd, který v semifinále dokázal porazit nejvýše nasazeného Wilandera a ve čtyřsetovém finále si poradil s Němcem Borisem Beckerem. Připsal si tak premiérový titul v probíhající sezóně a celkově šestou trofej kariéry.

## Finále

### Mužská dvouhra
- Anders Järryd vs.  Boris Becker, 6–7, 6–1, 6–1, 6–4